# Cameo (sitio web)
Cameo es un sitio web estadounidense sede en Chicago, creado en 2016 por Steven Galanis, Martin Blencowe y Devon Spinnler Townsend. La plataforma permite a las celebridades enviar mensajes de video personalizados a los fanáticos. Actualmente hay más de 30 000 celebridades registradas en el sitio.

## Historia
En abril de 2016, Blencowe consiguió que el jugador de la NFL Cassius Marsh grabara un video felicitando a uno de sus amigos por el nacimiento de su hijo. Galanis y Blencowe vieron el potencial de esta idea y lanzaron el sitio el 15 de marzo de 2017. De esta forma, las celebridades con más de 20 000 seguidores en Instagram podían registrar su cuenta en Cameo. La plataforma empezó a ganar popularidad, e incluso llegó a haber personalidades que cobraban precios altos por sus videos personalizados, como por ejemplo Caitlyn Jenner, cuya tarifa era de 2 500 dólares.
El sitio experimentó un auge durante la pandemia de COVID-19, ya que se adapta a las restricciones de distancia social. En julio de 2020 los fundadores de la empresa estrenaron Promotional Cameos, un servicio prémium desarrollado exclusivamente para empresas.

## Recepción
La revista Chicago Magazine denominó a Cameo como «la startup más estadounidense de todos los tiempos». En 2020, encabezó la lista de Fast Company de las «empresas de redes sociales más innovadoras del mundo» y fue incluida en la lista de las «50 empresas más innovadoras del mundo». En 2019 recibió el premio Momentum que otorgan anualmente 1871 y el Chicagoland Entrepreneurial Center. Fue nombrada una de las «50 empresas más geniales» por la revista Time en 2018 y Galanis fue reconocido como uno de los «emprendedores más importantes de Hollywood» por The Hollywood Reporter. Devon Townsend, uno de sus fundadores, fue incluido en la lista «Forbes 30 Under 30» de la revista Forbes.